# Will Glahé
Will Glahé (zwischen 1934 und 1945 Will Glahe; * 12. Februar 1902 als Gustav Adolf Wilhelm Glahe in Elberfeld, heute zu Wuppertal; † 21. November 1989 in Rheinbreitbach) war ein deutscher Akkordeonist, Pianist, Komponist und Bandleader.

## Leben und Wirken

Will Glahé – Skoda Lasky, Böhmische Polka

Glahé wurde als Sohn eines leitenden Angestellten der Elberfelder Farben-Fabriken geboren. Nach dem Schulbesuch in Leverkusen studierte er Klavier, Dirigieren und Musiktheorie an der Musikhochschule Köln, an der Hermann Abendroth und Peter Dahm zu seinen prägendsten Lehrern zählten. Bedingt durch die wirtschaftliche Unsicherheit der Zeit nach dem Ersten Weltkrieg musste Glahé sich sein Studium durch Auftritte als Pianist in Kölner Cafés und Kurorten der näheren Umgebung, wie in der Westenddiele von Bad Neuenahr, selbst finanzieren. Seine musikalische Karriere begann 1929 als Mitglied des Dajos Béla Orchestra. Als Pianist begleitete er fortan Weltstars wie Gitta Alpár, Richard Tauber oder Joseph Schmidt. 1932 gründete Glahé sein eigenes Orchester, das im Berliner Delphi-Palast residierte. In dieser Zeit wurde das Akkordeon zu Glahés Hauptinstrument, das fortan seinen Stil maßgeblich prägte. In den 1930er Jahren gehörte Will Glahé neben Heinz Munsonius und Albert Vossen zu den erfolgreichsten Akkordeonisten in Deutschland. Glahé war überdies als Komponist und Bandleader aktiv. 1933 war er zeitweise Orchesterleiter Gustaf Gründgens’.
Von 1934 bis 1945 wurde Glahé die Schreibung seines Namens mit Akzent durch Verordnung der Reichskulturkammer verboten. Vor Ausbruch des Zweiten Weltkrieges waren Glahé und sein Orchester weltweit auf Tournee und international berühmt, insbesondere in den USA. Glahé, der auch Filmmusiken komponierte, war mit seinem Orchester 1934 zudem bei den ersten Fernsehübertragungen zu sehen und zu hören. Während des Zweiten Weltkrieges war Glahé Mitglied des Soldatensenders Belgrad und an der Front zur Truppenbetreuung eingesetzt, ehe er 1944 selbst als Soldat eingezogen, schwer verwundet wurde und in britische Kriegsgefangenschaft geriet. Nach dem Krieg konnte Glahé, der inzwischen nach Zürich (Unterengstringen) in die Schweiz gezogen war, seine musikalische Karriere fortsetzen. Insbesondere in den USA konnte er an alte Erfolge anknüpfen und trat beispielsweise mit der Glenn Miller Band oder Fats Domino auf. Mitte der 1970er Jahre kehrte Glahé nach Deutschland zurück, wo er sich in Rheinbreitbach bei Bad Honnef niederließ und seinen Lebensabend verbrachte. Bis zu seinem Tod mit 87 Jahren blieb er als Komponist aktiv.
Will Glahé ist zusammen mit seiner Frau Josefine Glahé, geborene Schönenkorb, auf dem Waldfriedhof in Rhöndorf unweit von Konrad Adenauer beerdigt.

## Stil
Glahé hatte eine klassische Pianisten-Ausbildung durchlaufen und fand dann zur Unterhaltungsmusik. Er experimentierte mit Jazz und Big-Band-Musik, Volksmusik, Schlager- und Tanzmusik. Erfolgreich war Glahé vor allem mit volkstümlichen Klängen, für die er ein Musette-Orchester zusammenstellte, das aus einem Akkordeon, zwei Violinen, einem Piano, Gitarre, Bass und einem Schlagzeug bestand. Die Tanzmusik-Besetzung bestand hingegen aus fünf Klarinetten bzw. Saxophonen, zwei Trompeten, zwei Posaunen, einer Violine, ein oder zwei Klavieren, Bass bzw. Tuba, Schlagzeug und Akkordeon. Einer seiner ersten großen Erfolge war 1936 die Aufnahme der Polka Rosamunde von Jaromír Vejvoda; ein Erfolg, den er 1939 in den Vereinigten Staaten mit der Aufnahme der gleichen Komposition unter dem Titel Beer Barrel Polka noch übertraf. Die Beer Barrel Polka verkaufte sich bis 1943 über eine Million Mal. Nach dem Zweiten Weltkrieg avancierte er in den USA endgültig zum „Polkakönig“. Im November 1957 erlebte er noch einmal ein Comeback durch die Liechtensteiner Polka, komponiert vom Kölner Rudi von der Dovenmühle. Durch die Polkamusik wurde Glahé viel bekannter als Akkordeonspieler und nicht so sehr als Pianist. Neben volkstümlicher Musik pflegte das Orchester Will Glahé auch den Bigband-Sound und war hier unter anderem als Begleitorchester für Formationen wie das Golgowsky-Quartett aktiv. Außerdem komponierte Glahé Filmmusiken.
Glahé, der auch unter dem Pseudonym Karl Erpel tätig war, erhielt insgesamt 17 Goldene Schallplatten. Er zählte zu den umsatzstärksten deutschen Musikern.

## Diskografie

### Alben
| Jahr | Titel Musiklabel Katalog-Nr.                  | Höchstplatzierung, Gesamtwochen/‑monate, AuszeichnungChartplatzierungen (Jahr, Titel, Musiklabel Katalog-Nr., Platzierungen, Wochen/Monate, Auszeichnungen, Anmerkungen) | Höchstplatzierung, Gesamtwochen/‑monate, AuszeichnungChartplatzierungen (Jahr, Titel, Musiklabel Katalog-Nr., Platzierungen, Wochen/Monate, Auszeichnungen, Anmerkungen) | Höchstplatzierung, Gesamtwochen/‑monate, AuszeichnungChartplatzierungen (Jahr, Titel, Musiklabel Katalog-Nr., Platzierungen, Wochen/Monate, Auszeichnungen, Anmerkungen) | Höchstplatzierung, Gesamtwochen/‑monate, AuszeichnungChartplatzierungen (Jahr, Titel, Musiklabel Katalog-Nr., Platzierungen, Wochen/Monate, Auszeichnungen, Anmerkungen) | Höchstplatzierung, Gesamtwochen/‑monate, AuszeichnungChartplatzierungen (Jahr, Titel, Musiklabel Katalog-Nr., Platzierungen, Wochen/Monate, Auszeichnungen, Anmerkungen) | Anmerkungen                     |
| Jahr | Titel Musiklabel Katalog-Nr.                  | DE | AT | CH | UK | US | Anmerkungen                     |
| ---- | --------------------------------------------- | --- | --- | --- | --- | --- | ------------------------------- |
| 1965 | Bis früh um 5 Decca Records SLK 16 236-P (DE) | DE37 (2 Mt.)DE | — | — | — | — | Charteinstieg: 15. Februar 1965 |

grau schraffiert: keine Chartdaten aus diesem Jahr verfügbar

### Singles
| Jahr | Titel Album                                    | Höchstplatzierung, Gesamtwochen/‑monate, AuszeichnungChartplatzierungen (Jahr, Titel, Album, Platzierungen, Wochen/Monate, Auszeichnungen, Anmerkungen) | Höchstplatzierung, Gesamtwochen/‑monate, AuszeichnungChartplatzierungen (Jahr, Titel, Album, Platzierungen, Wochen/Monate, Auszeichnungen, Anmerkungen) | Höchstplatzierung, Gesamtwochen/‑monate, AuszeichnungChartplatzierungen (Jahr, Titel, Album, Platzierungen, Wochen/Monate, Auszeichnungen, Anmerkungen) | Höchstplatzierung, Gesamtwochen/‑monate, AuszeichnungChartplatzierungen (Jahr, Titel, Album, Platzierungen, Wochen/Monate, Auszeichnungen, Anmerkungen) | Höchstplatzierung, Gesamtwochen/‑monate, AuszeichnungChartplatzierungen (Jahr, Titel, Album, Platzierungen, Wochen/Monate, Auszeichnungen, Anmerkungen) | Anmerkungen |
| Jahr | Titel Album                                    | DE | AT | CH | UK | US | Anmerkungen |
| ---- | ---------------------------------------------- | --- | --- | --- | --- | --- | --- |
| 1954 | Kleine Nachtigall –                            | DE18 (1 Mt.)DE | — | — | — | — | Charteinstieg: 1. November 1954                                                                                             |
| 1955 | Hast du nicht ’nen Groschen für die Musicbox – | DE12 (2 Mt.)DE | — | — | — | — | Charteinstieg: 1. Juli 1955 mit Sylvia Dahl & Die Peheiros, Musiklabel Katalog-Nr.: Decca D 18 028 (DE)                     |
| 1956 | Seemann wo ist deine Heimat –                  | DE2 (10 Mt.)DE | — | — | — | — | Charteinstieg: 1. Januar 1956 mit Geschwister Hofmann & Das Golgowsky-Quartett, Musiklabel Katalog-Nr.: Decca D 18 070 (DE) |
| 1957 | Adschüs, Marie, auf Wiederseh’n –              | DE18 (1 Mt.)DE | — | — | — | — | Charteinstieg: 1. Januar 1957                                                                                               |
| 1957 | Liechtensteiner Polka –                        | — | — | — | — | US19 (23 Wo.)US | Charteinstieg: 23. November 1957, Musiklabel Katalog-Nr.: Decca D 18 330 (DE) / Decca 45-F 10961 (UK) / London 45-1755 (US) |
| 1958 | Sweet Elizabeth –                              | — | — | — | — | US91 (1 Wo.)US | Charteinstieg: 12. April 1958, Musiklabel Katalog-Nr.: London 45-1788 (US)                                                  |

grau schraffiert: keine Chartdaten aus diesem Jahr verfügbar

## Lexikalische Einträge
- Jürgen Wölfer: Jazz in Deutschland. Das Lexikon. Alle Musiker und Plattenfirmen von 1920 bis heute. Hannibal, Höfen 2008, ISBN 978-3-85445-274-4, S. 118 f.